# 長沢貫一
長沢 貫一（長澤、ながさわ かんいち、1891年（明治24年）10月2日 - 1981年（昭和56年）8月26日）は、日本の陸軍軍人。最終階級は陸軍少将。

## 経歴
京都府出身。1913年（大正2年）5月、陸軍士官学校（25期）を卒業。同年12月、歩兵少尉に任官した。
1931年（昭和6年）8月、歩兵少佐に進級。1935年（昭和10年）8月、鳥取連隊区司令部部員に就任し、1936年（昭和11年）8月、歩兵中佐に進んだ。1940年（昭和15年）8月、歩兵大佐に昇進し歩兵第121連隊長に発令され太平洋戦争に出征。ビルマの戦いに参戦した。1945年（昭和20年）2月、第55歩兵団長に転じ、同年6月、陸軍少将に進級した。その後、南方軍に転用され、プノンペンで終戦を迎えた。1947年（昭和22年）11月28日、公職追放仮指定を受けた。
1981年8月、脳梗塞のため鳥取市の自宅で死去した。